# Mack Hellings
Mack Hellings (14. září 1917 Fort Dodge – 11. listopad 1951 ) byl americký automobilový závodník. Zahynul během leteckého neštěstí v roce 1951.

## Kompletní výsledky ve formuli 1
| Legenda k tabulce | Legenda k tabulce                                                                       |
| Barva             | Výsledek                                                                                |
| ----------------- | --------------------------------------------------------------------------------------- |
| Zlatá             | Vítěz                                                                                   |
| Stříbrná          | 2. místo                                                                                |
| Bronzová          | 3. místo                                                                                |
| Zelená            | Bodované umístění                                                                       |
| Modrá             | Nebodované umístění                                                                     |
| Modrá             | Dokončil neklasifikován (NC)                                                            |
| Fialová           | Odstoupil (Ret)                                                                         |
| Červená           | Nekvalifikoval se (DNQ)                                                                 |
| Červená           | Nepředkvalifikoval se (DNPQ)                                                            |
| Černá             | Diskvalifikován (DSQ)                                                                   |
| Bílá              | Nestartoval (DNS)                                                                       |
| Bílá              | Závod zrušen (C)                                                                        |
| Světle modrá      | Pouze trénoval (PO)                                                                     |
| Světle modrá      | Páteční testovací jezdec (TD)                                                           |
| Bez barvy         | Netrénoval (DNP)                                                                        |
| Bez barvy         | Vyřazen (EX)                                                                            |
| Bez barvy         | Nepřijel (DNA)                                                                          |
| Bez barvy         | Odvolal účast (WD)                                                                      |
| Bez barvy         | Nezúčastnil se (prázdné)                                                                |
| Označení          | Význam                                                                                  |
| Tučnost           | Pole position                                                                           |
| Kurzíva           | Nejrychlejší kolo                                                                       |
| †                 | Jezdec nedojel do cíle, ale byl klasifikován, protože odjel více než 90 % délky závodu. |
| ‡                 | Byl udělován poloviční počet bodů, protože bylo odjeto méně než 75 % délky závodu.      |
| Horní index       | Umístění bodujících jezdců ve sprintu                                                   |

| Rok  | Tým                | Vůz                      | Motor               | 1   | 2      | 3      | 4   | 5   | 6   | 7   | 8   | Umístění | Body |
| ---- | ------------------ | ------------------------ | ------------------- | --- | ------ | ------ | --- | --- | --- | --- | --- | -------- | ---- |
| 1950 | Tuffy's Offy       | Kurtis Kraft 2000        | Offenhauser 3.0 L4C | GBR | MON    | 500 13 | SUI | BEL | FRA | ITA |     | -        | 0    |
| 1951 | Tuffanelli-Derrico | Deidt Tuffanelli Derrico | Offenhauser 4.5 L4  | SUI | 500 31 | BEL    | FRA | GBR | GER | ITA | ESP | -        | 0    |

## Výsledky v 500 mil Indianapolis
- 1948 – 5. místo
- 1949 – 16. místo
- 1950 – 13. místo
- 1951 – 31. místo